# L'Inspecteur
Pour les articles homonymes, voir Lisa.
Pour plus de détails, voir Fiche technique et Distribution.
L’Inspecteur (titre original : The Inspector, titre alternatif : Lisa) est un film américano-britannique  réalisé par Philip Dunne et sorti en 1962.

## Synopsis
À la fin de la Seconde Guerre mondiale de nombreux Juifs, réfugiés un peu partout dans le monde, désirent s’établir en Palestine. C’est le cas de Lisa Held en résidence aux Pays-Bas. L'inspecteur Peter Jongman de la police secrète hollandaise est chargé de la faire entrer clandestinement dans le pays de ses ancêtres.

## Fiche technique
- Titre : L’Inspecteur
- Titre original : The Inspector (titre alternatif : Lisa)
- Réalisation : Philip Dunne
- Scénario : Nelson Gidding, d’après le roman de Jan de Hartog The Dutch Policeman (L'Inspecteur pour l'édition française, traduction de Nicole Dutreil et Henriette Étienne, Éditions Julliard, 1962)
- Photographie : Arthur Ibbetson
- Montage : Ernest Walter
- Musique : Malcolm Arnold
- Décors : Elliot Scott, John Jarvis
- Costumes : Ivy Baker, Brian Owen-Smith
- Son : Gerry Turner, J. B. Smith
- Producteur : Mark Robson
- Société de production : Red Lion Films
- Société de distribution : Twentieth Century Fox
- Pays d'origine :  États-Unis |  Royaume-Uni
- Langue : anglais
- Tournage : Extérieurs : Amsterdam, Londres, Tanger, Israël
- Format : Couleur par DeLuxe — 35 mm — 2,35:1 CinemaScope — Son : Mono (Westrex Recording System)
- Genre : Film dramatique, thriller
- Durée : 112 minutes
- Dates de sortie : 
  -  Royaume-Uni : mai 1962
- Affiche : Boris Grinsson (France)

## Distribution
- Stephen Boyd : Peter Jongman
- Dolores Hart : Lisa Held
- Leo McKern : Brandt
- Hugh Griffith : Van der Pink
- Donald Pleasence : le sergent Wolters
- Marius Goring : Thorens
- Harry Andrews : Ayoob

## Récompenses et distinctions

### Récompenses
- Hollywood Foreign Press Association 1962 : meilleur film dramatique

### Nominations
- Golden Globes 1963 : film nommé pour le Golden Globe Award : Meilleur film dramatique